# Hot n Cold
"Hot n Cold" é o segundo single da cantora pop americana Katy Perry, do álbum One of the Boys, lançado em 9 de setembro de 2008 nos Estados Unidos e Canadá, e em 10 de setembro de 2009 na Austrália. O single recebeu uma certificação Disco de Platina no Brasil, devido a mais de 100 mil downloads pagos, segundo a ABPD. Katy Perry também gravou uma versão em Simlish de "Hot n Cold", que está presente no jogo The Sims 2: Vida de Apartamento, uma expansão de um dos populares jogos de simulação da EA Games, The Sims 2. Vendeu mais de 11 milhões de cópias mundialmente

## Videoclipe
O videoclipe oficial da canção foi gravado em Los Angeles no começo de setembro e foi dirigido por Alan Ferguson. O vídeo estreou em 1º de outubro de 2008 no MySpace.
O vídeo começa em um casamento, com os votos entre Katy e seu futuro marido. Entretanto, ele aparenta não querer se casar e a canção é performada com Katy o perseguindo pela cidade.
Primeiro, ela o segue usando uma bicicleta, ele se esconde em uma discoteca, mas Katy está cantando no palco usando um visual techno, Ele consegue fugir, mas é surpreendido por Katy de novo de noiva, seguida de mais seis noivas decepcionadas. Ele é perseguido com todas elas numa bicicleta, quando ele tenta ligar pra alguém, Katy está na tela dizendo para ele ligar para um medico por causa do seu caso de "Amor Bipolar". Finalmente, ele foge para um beco, mas Katy está lá dançando break, ele tenta virar, mas Katy de noiva está lá também, e do lado está a Katy da discoteca e ao lado, o pessoal do casamento e mostra que ele não tem como fugir. 
A canção termina com Katy ao lado de uma zebra, revelando que era uma visão de como seria se o noivo tivesse recusado. Ele aceita e o vídeo termina com os dois correndo pelo corredor da igreja lotada, sendo aplaudidos.
O videoclipe alcançou uma marca inédita no YouTube, chegando a 400 milhões de views, algo inédito para um vídeo tão antigo, no qual a maioria não passa dos 50 milhões. Hot n Cold é o vídeo de 2009 com maior número de visualizações e "gostei" do site.

## Paradas musicais
"Hot n Cold" debutou na Billboard Hot 100 em 26 de junho de 2009 na posição #88, devido ao lançamento do álbum e saiu na semana seguinte. A canção reentrou no Hot 100 em 14 de agosto de 2009, novamente na posição #88. A canção chegou a ocupar a posição #2 na loja virtual iTunes e a posição número 3 no Hot 100, sendo o segundo top 10 de Katy.
A canção foi top 5 em vários países do mundo, incluindo Reino Unido, Alemanha, Canadá, Irlanda e Nova Zelândia. "Hot n Cold" chegou na terceira posição na Billboard Hot 100, sendo mais tarde certificado com 4x platina, por vendas superiores a quatro milhões de cópias apenas nos Estados Unidos. A canção foi primeiro lugar em mais de 18 países.
| Parada (2008)                  | Melhor posição |
| ------------------------------ | -------------- |
| Alemanha                       | 1              |
| Brasil                         | 1              |
| Austrália                      | 3              |
| Áustria                        | 1              |
| Canadá                         | 1              |
| Dinamarca                      | 1              |
| EUA - Billboard Hot 100        | 3              |
| EUA - Billboard Pop 100        | 1              |
| Finlândia                      | 7              |
| Irlanda                        | 2              |
| Nova Zelândia                  | 4              |
| Reino Unido - UK Singles Chart | 3              |

## Trilhas sonoras
- The Ugly Truth, filme estadunidense de 2009
- American Pie Presents: The Book of Love, filme estadunidense de 2010[7]
- Meu Passado Me Condena, filme brasileiro de 2013
- iSoundtrack II, segunda trilha sonora da série televisiva iCarly.